# Социјална фобија
Социјална фобија или Социјална анксиозност је неразумљив, претеран страх од одласка у друштво, од јавног наступа, па чак и од самог присуства и погледа других људи. Посебно може бити интензиван страх од непосредног додира са другим људима, од контакта лицем у лице, очи у очи. Социјална фобија може варирати од благе зебње и нелагодности до паничног страха при самој помисли на излазак међу људе. Порекло социјалне фобије је у осећању несигурности, инфериорности, стида и осећања кривице или у потиснутим агресивним и егзибиционистичким тежњама.
Особа се боји да ће се осрамотити пред људима, да ће испасти глупа, необразована. Таква особа избегава сусрете с већим групама људи, избегава говоре на јавном месту. С тиме се и надовезују физички симптоми: знојење, лупање срца, дрхтање гласа, удова. Особа осећа мучнину и јавља се нагон на повраћање; главобоља, напетост мишића. Таква особа избегава сва места у којима би могла да осећа нелагоду, срам. Пример томе је ксенофобија, страх од странаца.
Прва линија лечења социјалног поремећаја је когнитивна бихејвиорална терапија (КБТ). Лекови као што су ССРИ су ефикасни за социјалну фобију, посебно пароксетин.
КБТ је ефикасна у лечењу овог поремећаја, било да се примењује појединачно или у групном окружењу. Когнитивне и бихевиоралне компоненте настоје да промене мисаоне обрасце и физичке реакције на ситуације које изазивају анксиозност. Пажња која се посвећује социјалном анксиозном поремећају значајно је порасла од 1999. године са одобрењем и маркетингом лекова за његово лечење. Преписани лекови укључују неколико класа антидепресива: селективне инхибиторе поновног узимања серотонина (ССРИ), инхибиторе поновног узимања серотонин- норадреналина (СНРИ) и инхибиторе моноаминске оксидазе (МАОИ). Други често коришћени лекови укључују бета блокаторе и бензодиазепине.

## Терминологија
Такође се помиње као антропофобија, што значи „страх од људи“, са грч. άνθρωπος . Друга имена укључују фобију међуљудских односа. Специфичан јапански културни облик познат је као таијин кјофушо.

## Историја
Књижевни описи стидљивости могу се пратити још од Хипократових дана око 400. године пре нове ере Хипократ је описао некога ко „због стидљивости, сумњичавости и бојажљивости неће бити виђен у иностранству; воли таму као живот и не може да издржи светлост или да седи на светлим местима ; шешир му је још у очима, нити ће видети, нити ће бити виђен својом добром вољом. Не усуђује се да дође у друштву из страха да ће бити злоупотребљен, осрамоћен, претерати се у гестикулацији или говорима, или да не буде болестан; он мисли да га сваки човек посматра.“
Први помен психијатријског израза „социјална фобија“ phobie des situations sociales) направљен је почетком 1900-их. Психолози су користили термин „социјална неуроза“ да опишу изузетно стидљиве пацијенте 1930-их. Након опсежног рада Џозефа Волеа на систематској десензибилизацији, истраживања о фобијама и њиховом лечењу су порасла. Идеја да је социјална фобија одвојена целина од других фобија дошла је од британског психијатра Исака Маркса 1960-их. Ово становиште је прихватило Америчко удружење психијатара и први пут је званично укључено у треће издање Дијагностичког и статистичког приручника за менталне поремећаје. Дефиниција фобије је ревидирана 1989. како би се омогућио коморбидитет са избегавајућим поремећајем личности и уведена је генерализована социјална фобија. Социјална фобија је била углавном игнорисана пре 1985.
Након позива на акцију од стране психијатра Мајкла Либовица и клиничког психолога Ричарда Хајмберга, дошло је до повећања пажње и истраживања о овом поремећају. DSM-IV је социјалној фобији дао алтернативни назив „поремећај социјалне анксиозности“. Настављена су истраживања психологије и социологије свакодневне социјалне анксиозности. Когнитивно-бихејвиорални модели и терапије развијени су за социјални анксиозни поремећај. Током 1990-их, пароксетин је постао први лек за издавање на рецепт у САД одобрен за лечење социјалног анксиозног поремећаја, а уследили су и други лекови за третман поремећаја.

## Знакови и симптоми
Десета верзија Међународне класификације болести (МКБ-10) класификује социјалну анксиозност као ментални поремећај и поремећај понашања.

### Когнитивни аспекти
У когнитивним моделима социјалног анксиозног поремећаја, појединци са социјалним фобијама доживљавају страх од тога како ће се представити другима. Можда се осећају претерано самосвесно, обраћају велику пажњу на себе након активности или имају високе стандарде очекивања од себе. Много пута, пре друштвене ситуације која потенцијално изазива анксиозност, они могу намерно да преиспитају шта би могло поћи наопако и како се носити са сваким неочекиваним случајем. Након догађаја, они могу имати перцепцију да су се понашали незадовољавајуће. Сходно томе, они ће све што је можда било абнормално доживљавати као срамотно. Ове мисли могу трајати недељама или дуже. Когнитивне дисторзије су обележје и о њима се учи у КБТ (когнитивно-бихејвиорална терапија). Мисли су често самопогубне и нетачне. Појединци са социјалном фобијом имају тенденцију да тумаче неутралне или двосмислене разговоре са негативним погледом, а многе студије сугеришу да социјално анксиозни појединци памте више негативних успомена од оних који су мање узнемирени.
Пример може бити онај у коме запослени држи презентацију својим сарадницима. Током презентације, особа може да замуцка или погреши по неку реч, након чега може да се забрине да су други људи то значајно приметили и помисли да је њихова перцепција о њој као излагачу нарушена. Ова когнитивна мисао подстиче додатну анксиозност која доводи до даљег муцања, знојења и, потенцијално, напада панике.

### Бихејвиорални аспекти
Социјални анксиозни поремећај је непрестани страх од једне или више ситуација у којима је особа изложена могућем испитивању од стране других и страхује да би могла нешто учинити или се понашати на начин који ће бити понижавајући или срамотан. Она превазилази нормалну „стидљивост“ јер доводи до претераног друштвеног избегавања и значајног друштвеног или професионалног оштећења. Активности које се плаше могу укључивати скоро сваку врсту друштвене интеракције, посебно мале групе, састанке, забаве, разговоре са странцима, ресторане, интервјуе итд.
Они који имају социјални анксиозни поремећај се плаше да их други у друштву осуде. Посебно, особе са социјалном анксиозношћу су нервозне у присуству људи са ауторитетом и осећају се непријатно током физичких прегледа. Људи који имају овај поремећај могу се понашати на одређени начин или нешто рећи, а затим се после тога осећати посрамљено или понижено. Као резултат тога, често бирају да се изолују од друштва како би избегли такве ситуације. Такође се могу осећати непријатно да упознају људе које не познају и да се понашају удаљено када су са великим групама људи. У неким случајевима, они могу показати доказе овог поремећаја избегавањем контакта очима или црвењењем када неко разговара са њима.
Према психологу Б. Ф. Скинеру, фобије се контролишу избегавањем. На пример, ученик може да напусти просторију када прича испред разреда (побегне) и да се уздржи од вербалних презентација због претходног напада анксиозности (избегне). Главне врсте понашања избегавања могу укључивати готово патолошко или компулзивно понашање лагања како би се очувала слика о себи и избегло осуђивање пред другима. Мање врсте понашања избегавања јесу када особа избегава контакт очима и прекрсти руке како би прикрила препознатљиво дрхтање. Тада се у таквим догађајима покреће реакција бори се или бежи.

### Физиолошки аспекти
Физиолошки ефекти, слични онима код других анксиозних поремећаја, присутни су код социјалних фобија. Код одраслих може изазвати сузе, као и прекомерно знојење, мучнину, отежано дисање, дрхтање и лупање срца као резултат „бори се или бежи“. Поремећај хода (где је особа толико забринута како хода да може изгубити равнотежу) може се појавити, посебно када пролази поред групе људи. Црвенило обично показују појединци са социјалном фобијом. Ови видљиви симптоми додатно појачавају анксиозност у присуству других. Студија из 2006. показала је да је област мозга која се зове амигдала, део лимбичког система, хиперактивна када се пацијентима приказују претећа лица или суочени са застрашујућим ситуацијама. Открили су да пацијенти са озбиљнијом социјалном фобијом показују корелацију са повећаним одговором у њиховој амигдали. Људи са фобијом могу избегавати да гледају друге људе, па чак и своју околину, у већој мери од својих вршњака, вероватно да би смањили ризик од контакта очима, што се може протумачити као невербални сигнал отворености за социјалну интеракцију.

### Друштвени аспекти
Људи са социјалном фобијом избегавају ситуације које већина људи сматра „нормалним“. Можда им је тешко да схвате како други могу тако лако да се носе са овим ситуацијама. Они избегавају све или већину друштвених ситуација и крију се од других, што може утицати на њихове личне односе. Социјална фобија може потпуно уклонити људе из друштвених ситуација због ирационалног страха од ових ситуација. Људи са поремећајем бити зависни од друштвених мрежа, имају недостатак сна и осећају се добро када избегавају интеракцију са људима. Поремећај такође може довести до ниског самопоштовања, негативних мисли, теже депресивне епизоде, осетљивости на критику и лоших друштвених вештина које се не побољшавају. Људи са социјалном фобијом доживљавају анксиозност у различитим друштвеним ситуацијама, од важних, значајних сусрета до свакодневних и тривијалних. Ови људи могу бити нервознији на разговорима за посао, на састанцима, у интеракцији са ауторитетом или на послу.

### Коморбидитет
Фобија показује висок степен комордитетета са другим психијатријским поремећајима. У ствари, једна студија је открила да је 66% оних са социјалном фобијом имало један или више додатних поремећаја менталног здравља. Фобија се често јавља заједно са ниским самопоштовањем и најчешће клиничком депресијом, можда због недостатка личних односа и дугих периода изолације у вези са избегавањем друштва. Клиничка депресија је 1,49 до 3,5 пута већа вероватноћа да ће се појавити код оних са поремећајем. Истраживања такође показују да присуство одређених социјалних страхова (нпр. избегавање учешћа у малим групама, избегавање одласка на забаву) чешће изазива коморбидне симптоме депресије него други друштвени страхови, те стога заслужују веома пажљиву ревизију током клиничке процене. међу пацијентима са САД.
Други анксиозни поремећаји су такође веома чести код пацијената са социјалном фобијом, посебно генерализовани анксиозни поремећај. Избегавајући поремећај личности је такође у великој корелацији са социјалном фобијом, са стопом коморбидитета у распону од 25% до 89%.
Да би покушали да смање анксиозност и ублаже депресију, људи са социјалном фобијом могу користити алкохол или друге дроге, што може довести до поремећаја употребе супстанци и зависности. Процењује се да једна петина пацијената са социјалним анксиозним поремећајем такође има поремећај употребе алкохола. Међутим, нека истраживања сугеришу да социјална фобија није повезана са проблемима повезаним са алкохолом и да фобија чак доприноси да се такви проблеми не развију. Они који имају и поремећај употребе алкохола и поремећај социјалне анксиозности вероватније ће избегавати групне третмане и повратити се у поређењу са људима који немају ову комбинацију.

## Узроци
Истраживања узрока социјалне анксиозности и социјалне фобије су широка, обухватајући више становишта, од перспективе неуронауке до социологије. Научници тек треба да утврде тачне узроке. Студије сугеришу да генетика може играти улогу у комбинацији са факторима животне средине. Социјална фобија није узрокована другим менталним поремећајима или употребом супстанци. Генерално, социјална анксиозност почиње у одређеном тренутку у животу појединца. Ово ће се временом развити док се особа бори да се опорави. На крају, блага друштвена неугодност може се развити у симптоме социјалне анксиозности или фобије. Пасивна употреба друштвених медија може изазвати друштвену анксиозност код неких људи.

### Генетика
Одрастање са превише заштитничким и хиперкритичним родитељима је такође повезано са друштвеном фобијом. Адолесценти који су били оцењени као несигурни (анксиозно- амбивалентни) везани за своју мајку као беба имали су двоструко већу вероватноћу да развију поремећаје анксиозности до касне адолесценције, укључујући социјалну фобију.
Сродна линија истраживања истраживала је „инхибицију понашања“ код новорођенчади – рани знаци инхибиције и интроспективне или плашљиве природе. Студије су показале да око 10-15 процената појединаца показује овакав рани темперамент, за који се чини да је делимично последица генетике. Неки настављају да показују ову особину у адолесценцији и одраслој доби и чини се да је већа вероватноћа да ће развити поремећај социјалне анксиозности.

### Друштвена искуства
Претходно негативно друштвено искуство може бити окидач за социјалну фобију, можда посебно за појединце високе „интерперсоналне осетљивости“.
За око половине оних са дијагнозом социјалног анксиозног поремећаја, чини се да је специфичан трауматски или понижавајући друштвени догађај повезан са почетком или погоршањем поремећаја; Чини се да је ова врста догађаја посебно повезана са специфичном социјалном фобијом, на пример, у вези са јавним говором (Стемберг ет ал., 1995). Поред директних искустава, посматрање или слушање о друштвено негативним искуствима других (нпр. грешка коју је неко починио), или вербална упозорења о друштвеним проблемима и опасностима, такође могу учинити вероватнијим развој социјалног анксиозног поремећаја. Социјални анксиозни поремећај може бити узрокован дугорочним ефектима неприлагођавања, малтретирања, одбијања или игнорисања. Стидљиви адолесценти или одрасли који избегавају истицали су непријатна искуства са вршњацима или малтретирање или узнемиравање у детињству. У једној студији је утврђено да је популарност у негативној корелацији са социјалном анксиозношћу, а деца која су занемаривали вршњаци су пријавила већу друштвену анксиозност и страх од негативне евалуације од других категорија деце. Чини се да је мање вероватно да ће деца са социјалном фобијом добити позитивне реакције од вршњака, а узнемирена или инхибирана деца могу да се изолују.

### Културолошки утицаји
Културолошки фактори који су повезани са социјалним анксиозним поремећајем укључују став друштва према стидљивости и избегавању, утичу на способност успостављања односа или приступа запослењу или образовању и стид Једно истраживање је показало да су ефекти родитељства различити у зависности од културе: америчка деца имају већу вероватноћу да развију поремећај социјалне анксиозности ако њихови родитељи наглашавају важност мишљења других и користе стид као дисциплинску стратегију (Леунг ет ал., 1994), али ова асоцијација није пронађена за кинеску/кинеско-америчку децу. У Кини, истраживања су показала да су стидљива деца више прихваћена од својих вршњака и да је већа вероватноћа да ће бити разматрана за лидерство и компетентна, за разлику од налаза у западним земљама. Чисто демографске варијабле такође могу играти улогу.
Проблеми у развоју социјалних вештина могу бити узрок неког социјалног анксиозног поремећаја, било због немогућности или недостатка самопоуздања за друштвену интеракцију и добијање позитивних реакција и прихватања од других. Студије су, међутим, помешане, при чему неке студије нису пронашле значајне проблеме у друштвеним вештинама, док друге јесу. Оно што се чини јасним је да социјално анксиозни доживљавају своје социјалне вештине као ниске. Може бити да све већа потреба за софистицираним друштвеним вештинама у формирању односа или каријере, и нагласак на асертивности и компетитивности, чини проблеме социјалне анксиозности чешћима, барем међу ' средњом класом '. Такође се тврдило да интерперсонални или медијски нагласак на 'нормалним' или 'привлачним' личним карактеристикама подстиче перфекционизам и осећај инфериорности или несигурности у погледу негативних оцена других. Потреба за друштвеним прихватањем или друштвеним положајем разрађена је у другим правцима истраживања који се односе на социјалну анксиозност.

### Употреба супстанци
Док алкохол у почетку ублажава социјалну фобију, прекомерна злоупотреба алкохола може погоршати симптоме социјалне фобије и узроковати развој или погоршање паничног поремећаја током интоксикације алкохолом, а посебно током синдрома одвикавања од алкохола. Овај ефекат није јединствен за алкохол, али се може јавити и код дуготрајне употребе лекова који имају сличан механизам деловања као алкохол, као што су бензодиазепин који се понекад прописују као средства за смирење. Бензодиазепин поседују својства против анксиозности и могу бити корисни за краткотрајно лечење тешке анксиозности. Као и антиконвулзанти, они имају тенденцију да буду благи и добро се толеришу, иако постоји ризик од стварања навика. Бензодиазепин се обично даје орално за лечење анксиозности; међутим, повремено се лоразепам или диазепам могу давати интравенозно за лечење напада панике.
Светски савет за анксиозност не препоручује бензодиазепине за дуготрајно лечење анксиозности због низа проблема повезаних са дуготрајном употребом, укључујући толеранцију, психомоторна оштећења, когнитивна и меморијска оштећења, физичку зависност и синдром повлачења бензодиазепина након престанка терапије. бензодиазепини. Упркос све већем фокусу на употребу антидепресива и других агенаса за лечење анксиозности, бензодиазепин је остао главни ослонац анксиолитичке фармакотерапије због своје снажне ефикасности, брзог почетка терапијског ефекта и генерално повољног профила нежељених ефеката. Чини се да су обрасци лечења психотропних лекова остали стабилни током протекле деценије, при чему је бензодиазепин најчешће коришћени лекови за панични поремећај.
Многи људи који су зависни од алкохола или су им преписани бензодиазепини, када им се објасни да имају избор између сталног лошег менталног здравља или одустајања од терапије и опоравка од симптома одлучују да престану да узимају алкохол или своје бензодиазепине. Међутим, симптоми се могу привремено погоршати током повлачења алкохола или бензодиазепина.

### Психолошки фактори
Истраживања су указала на улогу „основних“ или „безусловних“ негативних уверења (нпр „Ја сам неспособан“) и „условна“ уверења ближе површини (нпр. „Ако се покажем, бићу одбијен“). Сматра се да се развијају на основу личности и негативних искустава и да се активирају када се особа осећа угрожено. Недавна истраживања су такође истакла да условна уверења такође могу бити у игри (нпр. „Ако људи виде да сам анксиозан, мислиће да сам слаб“).
Секундарни фактор је самоскривање које укључује прикривање изражавања нечије анксиозности или њених основних уверења. Једна линија рада се фокусирала конкретније на кључну улогу брига о само-презентацији. Резултирајућа стања анксиозности се виде као ометање друштвеног учинка и способности да се концентрише на интеракцију, што заузврат ствара више друштвених проблема, што јача негативну шему . Такође је истакнут велики фокус на самим симптомима анксиозности и о томе како би се могли појавити другима. Сличан модел наглашава развој искривљене менталне репрезентације себе и прецењује вероватноћу и последице негативне евалуације, као и стандарде учинка које други имају. Такви когнитивно-бихејвиорални модели разматрају улогу негативно пристрасних сећања на прошлост и процеса руминације након догађаја и страховитог ишчекивања пре њега.
Студије су такође нагласиле улогу суптилног избегавања и дефанзивних фактора и показале како покушаји да се избегну негативне оцене или коришћење „безбедоносног понашања“ (Кларк & Велс, 1995) могу отежати друштвену интеракцију и погоршати анксиозност на дужи рок. Овај рад је био утицајан у развоју когнитивно-бихејвиоралне терапије за социјални анксиозни поремећај, за коју се показало да има ефикасност.

### Механизми
Постоје многе студије које истражују неуронске основе социјалног анксиозног поремећаја. Иако тачни неуромеханизми још нису пронађени, постоје докази који повезују поремећај социјалне анксиозности са неравнотежом неких неурохемија и хиперактивношћу у неким областима мозга.

### Неуротрансмитери
Друштвеност је уско повезана са допаминергичком неуротрансмисијом . У студији из 2011. године пронађена је директна веза између друштвеног статуса добровољаца и афинитета везивања допаминских Д2/3 рецептора у стриатуму. Друга истраживања показују да је афинитет везивања допамина Д2 рецептора у стриатуму људи са социјалном анксиозношћу нижи него у контролама. Нека друга истраживања показују абнормалност у густини транспортера допамина у стриатуму оних са социјалном анксиозношћу. Међутим, неки истраживачи нису успели да понове претходне налазе доказа абнормалности допамина у социјалном анксиозном поремећају. Студије су показале високу преваленцију социјалне анксиозности код Паркинсонове болести и шизофреније. У недавној студији, социјална фобија је дијагностикована код 50% пацијената са Паркинсоновом болешћу. Други истраживачи су открили симптоме социјалне фобије код пацијената лечених лековима као што је халоперидол, наглашавајући улогу неуротрансмисије допамина у социјалном анксиозном поремећају.
Неки докази указују на могућност да социјални анксиозни поремећај укључује смањено везивање за рецепторе серотонина. Недавна студија извештава о повећаном везивању транспортера серотонина код пацијената који нису узимали психотропне лекове са генерализованим поремећајем социјалне анксиозности. Иако постоји мало доказа о абнормалности неуротрансмисије серотонина, ограничена ефикасност лекова који утичу на нивое серотонина може указивати на потенцијалну улогу приступа. Пароксетин, сертралин и флувоксамин су три ССРИ које је ФДА одобрила за лечење социјалног анксиозног поремећаја. Неки истраживачи верују да ССРИ смањују активност амигдале. Такође је све већи фокус на друге кандидате за трансмитере, нпр. норепинефрин и глутамат, који могу бити преактивни код социјалног анксиозног поремећаја, и инхибиторни трансмитер ГАБА, који може бити недовољно активан у таламусу.

### Подручја мозга
Амигдала је део лимбичког система који је повезан са спознајом страха и емоционалним учењем. Утврђено је да особе са социјалним анксиозним поремећајем имају преосетљиву амигдалу; на пример у вези са знаковима друштвене претње (нпр. уочена негативна оцена од стране друге особе), љутим или непријатељским лицима и док чекате да одрже говор. Недавна истраживања су такође показала да је још једно подручје мозга, предњи цингуларни кортекс, за које се већ знало да је укључено у искуство физичког бола, такође изгледа укључено у искуство социјалног бола, на пример уочавање групне искључености. Недавна истраживања су такође истакла моћну улогу префронталног кортекса, посебно његовог дорзолатералног дела, у одржавању когнитивних предрасуда укључених у САД. Мета-анализа из 2007. године такође је открила да особе са социјалном анксиозношћу имају хиперактивацију у областима амигдале и инсуле које су често повезане са страхом и негативним демоционалним процесима.

## Дијагноза
МКБ-10 дефинише социјалну фобију као страх од оцењивања и посматрања од стране других људи који води ка избегавању друштвених ситуација. Симптоми анксиозности могу се приказати као притужбе на црвенило, дрхтање руку, мучнину или хитност мокрења. Симптоми могу напредовати до напада панике.
Неколико скала друштвене фобије и инвентара постоје у психологији као алатке за истраживање степена друштвене фобије.

## Превенција
Превенција анксиозних поремећаја је један од фокуса истраживања. Употреба ЦБТ и сродних техника може смањити број деце са социјалним анксиозним поремећајем након завршетка програма превенције.

## Третман

### Психотерапије
Прва линија лечења социјалног анксиозног поремећаја је когнитивна бихејвиорална терапија (КБТ) са лековима као што су селективни инхибитори поновног преузимања серотонина (ССРИ) који се користе само код оних који нису заинтересовани за терапију. Самопомоћ заснована на принципима КБТ је секундарни третман.
Одређене студије указују да терапија прихватањем и посвећеношћу помаже при третману фобије.
| Држава     | Преваленција        |
| ---------- | ------------------- |
| Америка    | 2–7%                |
| Енглеска   | 0,4% (деца)         |
| Шкотска    | 1,8% (деца)         |
| Велс       | 0,6% (деца)         |
| Аустралија | 1–2,7%              |
| Бразил     | 4,7–7,9%            |
| Индија     | 12,8% (адолесценти) |
| Иран       | 0,8%                |
| Израел     | 4,5%                |
| Нигерија   | 9,4% (студенти)     |
| Шведска    | 15,6% (студенти)    |
| Турска     | 9,6% (студенти)     |
| Пољска     | 7–9% (2002)         |
| Тајван     | 7% деце (2002—2008) |

Неке студије сугеришу да обука социјалних вештина може помоћи код социјалне анксиозности. Примери друштвених вештина усмерених на ССТ за социјални анксиозни поремећај укључују: покретање разговора, успостављање пријатељстава, интеракцију са припадницима жељеног пола, конструисање говора и вештине асертивности. Међутим, није јасно да ли су потребне посебне технике социјалних вештина и обука, а не само подршка у општем друштвеном функционисању и изложености друштвеним ситуацијама.
Постоје неки докази да експресивне терапије (нпр. сликање, цртање или музичка терапија) могу бити ефикасне за лечење социјалног анксиозног поремећаја у одређеним контекстима. Студија из 2019. је, на пример, открила да је уметничка терапија произвела „повећање субјективног квалитета живота (и са великим ефектима) и побољшање приступа стратегијама регулације емоција“ код одраслих жена са анксиозношћу.Америчко удружење за уметничку терапију води посебне радионице за социјални анксиозни поремећај.
Узевши у обзир постојање доказа да социјална фобија може претходити развијању других психолошких обољења, попут депресије, рана дијагноза и третман су важни. Социјални анксиозни поремећај остаје недовољно препознат у пракси примарне здравствене заштите, а пацијенти се често јављају за лечење тек након појаве компликација као што су клиничка депресија или поремећаји употребе супстанци.

## Епидемиологија
Познато је да се социјални анксиозни поремећај у већини случајева појављује у раном добу. Педесет посто оних који развију овај поремећај га је развило до 11. године, а 80% га је развило до 20. године. Ово рано доба почетка може довести до тога да људи са социјалним анксиозним поремећајем буду посебно рањиви на депресивне болести, употребу супстанци и друге психолошке конфликте.
Када су процене преваленције биле засноване на испитивању узорака психијатријских клиника, сматрало се да је социјални анксиозни релативно редак поремећај. Испоставило се да је супротно; социјална анксиозност је била уобичајена, али су се многи плашили да потраже психијатријску помоћ, што је довело до недовољног препознавања проблема.
National Comorbidity Survey која је обухватила преко 8.000 америчких дописника 1994. године открила је стопу преваленције за 12 месеци и током живота од 7,9 одсто, односно 13,3 одсто; ово га чини трећим најчешћим психијатријским поремећајем након депресије и поремећаја употребе алкохола, и најчешћим од анксиозних поремећаја. Према америчким епидемиолошким подацима Националног института за ментално здравље, социјална фобија погађа 15 милиона одраслих Американаца сваке године. Процене варирају од 2 до 7 процената одрасле популације САД.
Просечан почетак социјалне фобије је 10 до 13 година. Почетак након 25. године је реткост и обично му претходи панични поремећај или велика депресија. Социјални анксиозни поремећај се чешће јавља код жена него код мушкараца. Чини се да се распрострањеност социјалне фобије повећава међу белцима, удатим и добро образованим појединцима. Као група, мање је вероватно да ће они са генерализованом социјалном фобијом завршити средњу школу и вероватније ће се ослањати на владину финансијску помоћ или имати плате на нивоу сиромаштва. Истраживања спроведена 2002. године показују да млади у Енглеској, Шкотској и Велсу имају стопу преваленције од 0,4%, 1,8% и 0,6%. У Канади, преваленција социјалне анксиозности коју су сами пријавили код становника Нове Шкотске старије од 14 година била је 4,2 процента у јуну 2004. године, при чему су жене (4,6 процената) процентуално имале фобију чешће од мушкараца (3,8 процената). У Аустралији, социјална фобија је 8. и 5. водећа болест или болест за мушкарце и жене између 15 и 24 године од 2003. Због потешкоћа у одвајању социјалне фобије од лоших друштвених вештина или стидљивости, неке студије имају широк распон преваленције. Табела такође показује већу преваленцију у Шведској.